# Alexandr Vladimirovich Gussev
Alexandr Vladimirovich Gussev (transliteración del cirílico ruso Александр Владимирович Гусев, 5 de julio de 1917 – 31 de diciembre de 1999), a veces deletreado Gusev en la literatura, fue un helmintólogo ruso especialista de monogeneos.
Fue estudiante del parasitólogo V. A. Dogiel. Trabajó en el Instituto Zoológico en Leningrado, entonces San Petersburgo, Rusia. Recibió su PhD en 1953 y su DrSc en 1973. Escribió más de 220 publicaciones, tratando sistemática, fauna, morfología, desarrollo, biología y zoogeografía de parásitos de peces.
Fue principalmente conocido por su trabajo en la familia Monogenea, un grupo de Platyhelminthes parásitos en peces de agua dulce y marino. Fue uno de los dirigentes mundiales en este campo y describió más de 200 especies nuevas de monogeneos. Fue también autor de un manual en métodos de recolectar monogeneos.

## Compromiso político
Gussev protestó contra la invasión de Checoslovaquia por fuerzas soviéticas en 1968.

## Honores
- Certificado de Honor del Presidium de la Academia de Ciencias de la URSS
- Honorario Miembro de la Sociedad americana de Parasitologists (1978)
- Honorario Miembro de la Checoslovaquia Parasitological Sociedad (1990)

### Eponimia (taxas nombradas en su honor
A pesar de que es sencillo la transliteración de su nombre en ruso (Гусев) es Gusev (con un solo s), la pronunciación en ruso es Gussev (con dos s) y entonces las citas en la literatura occidental generalmente utilizan esa ortografía. De ahí, muchas taxas  creadas en el honor de Gussev se han normalmente nombrado gussevi. La lista de especies incluye Ancyrocephalus gussevi  Dontsov, 1972, Bravohollisia gussevi Lim, 1995, Calydiscoides gussevi Oliver, 1984, Cosmetocleithrum gussevi Kritsky, Thatcher & Boeger, 1986, Dactylogyroides gussevi Hossain, Chandra & Mohanta, 2001, Dactylogyroides gussevia Singh, Anuradha & Arya, 2003, Diplozoon gussevi Glaser & Glaser, 1964, Dogielius gussevi Singh & Jain, 1988, Gyrodactyloides gussevi Bychowsky & Polyansky, 1953, Lamellodiscus gussevi Sanfilippo, 1978, Ligophorus gussevi Miroshnichenko & Maltsev, 2004, Mazocraes gussevi Agrawal & Sharma, 1989, Microcotyle gussevi Gupta & Krishna, 1980, Protogyrodactylus gussevi Bychowsky & Nagibina, 1974, Silurodiscoides gussevi Singh, Kumari & Agrawal, 1992, Trianchoratus gussevi Lim, 1987. Todos estos nombres de especie designan monogeneans. Aun así, los nombres de especie Lepeophtheirus gusevi Luna & Kim, 2012, un copepod, y Neopavlovskioides gusevi Rodyuk, 1986, un monogeneo, está basado en la ortografía con una sola s.
Gussev es también honrada por el genus Gussevia Kohn & Paperna, 1964. Gussevia fue considerada un joven sinónimo de Urocleidoides Mizelle y Price, 1964 por Kritsky y Thatcher en 1983 pero fue resucitado y es ahora válido. Gussevia es un genus de monogeneos parásitos de peces neotropicales de los cichlidos.

## Lista de trabajos principales

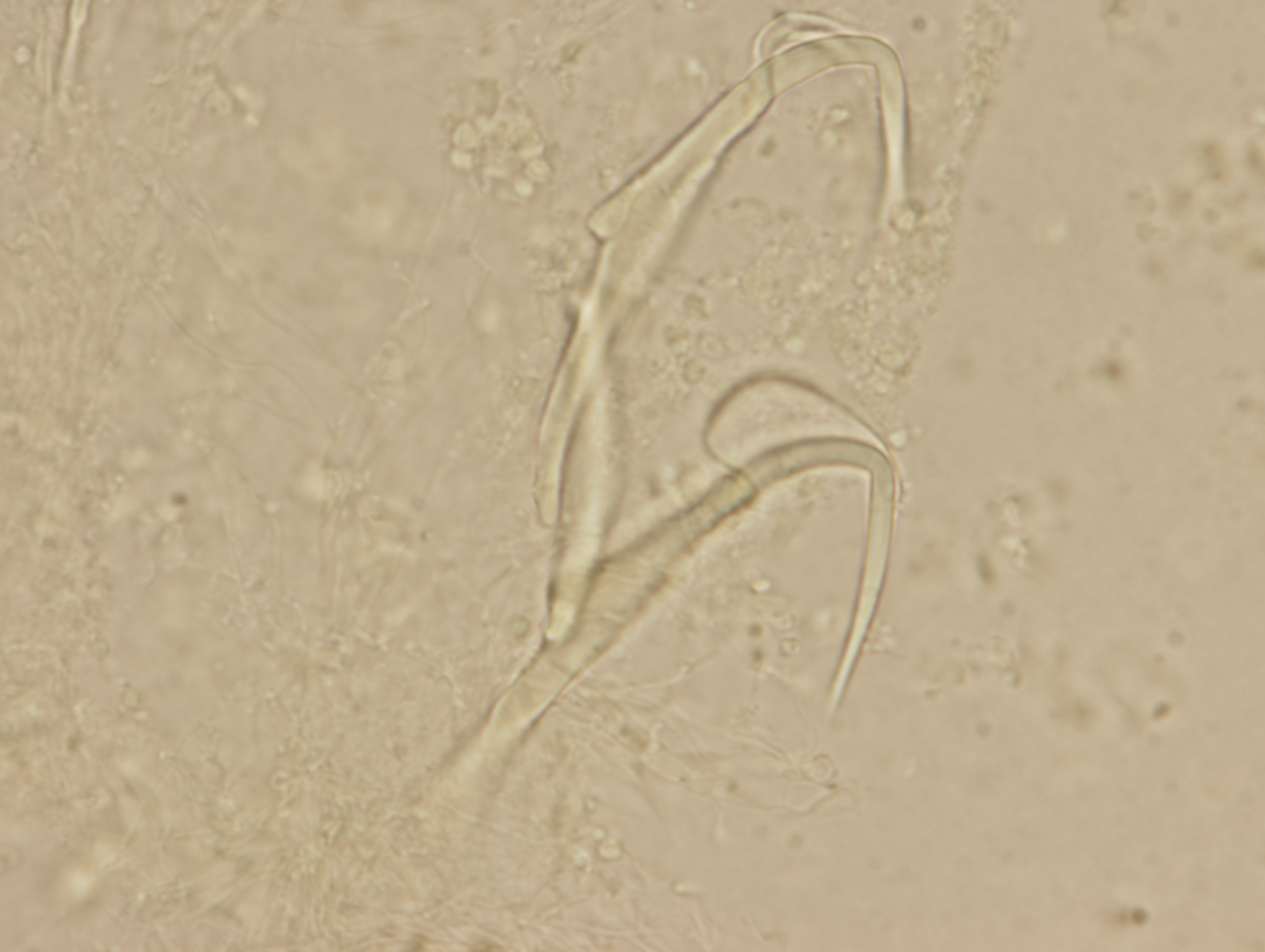
Dactylogyrus baueri Gussev, 1955, una especie de dactylogyrid Monogenea descrito por Gussev

Esto es lista de una página web en el Instituto Zoológico de San Peterburgo (nota: el uso de 'Gusev' - con una sola s).
- Gusev Un.V. Materiales en el monogenetic trematodes del Amur Río. Trudy Zoologicheskogo Instituta Un SSSR, 1953; 13: 127-136.
- Gusev Un.V. Monogenetic trematodes De peces del Amur sistema de río. Trudy Zoologicheskogo Instituta Un SSSR, 1955; 19: 172-398.
- Gusev Un.V. Especie nueva de monogenetic trematodes del gills de Squaliobarbus curriculus de ríos de China. Trudy Zoologicheskogo Instituta Un SSSR, 1955; 21: 119-124.
- Gusev Un.V. Especie nueva de Monogenoidea de peces de Ceilán. Boletín del Fisheries Estación de Búsqueda, Ceilán, 1963; 16: 53-93.
- Ergens R. Y Gusev Un.V. Dactylogyrus prostae Molnar, 1964 (Monogenoidea) aus den Kiemen von Leuciscus cephalus (L.) und Leuciscus cephalis orientalis Nordmann. Ceskoslovenska Parasitologie, 1965; 12:323-325.
- Gavrilova N.G. Y Gusev Un.V., y Dzhalilov U. Dactylogyrids De Capoetobrama kuschakewitschi (Kessler). Trudy Zoologicheskogo Instituta Un SSSR, 1965; 35: 132-136.
- Gusev Un.V. Dactylogyrids De Capoetobrama kuschakewitschi (Kessler). Trudy Zoologicheskogo Instituta Un SSSR, 1965; 35: 132-136.
- Gusev Un.V. Dactylogyrids De Tinca tinca (L.). Trudy Zoologicheskogo Instituta Un SSSR, 1965; 35: 126-131.
- Gusev Un.V. Algunos especie nueva de Dactylogyrus de los peces de agua dulce europeos. Folia Parasitologica, 1966; 13(4): 289-321.
- Glaser H.-J. Y Gusev Un.V. Errores seguros en el sistema de clasificación de europeo dactylogyrids. Parasitologiya, 1967; 1(6): 535-438.
- Gusev Un.V. Especie nueva de Dactylogyrus de peces del Este Lejano. Parazitologicheskii Sbornik, 1967; 23: 250-255.
- Gusev Un.V. Dos nuevo Gyrodactylus especie (Monogenoidea) de Cyprinid peces de la URSS Oriental. Folia Parasitologica, 1975; 22(1): 85-87.
- Gusev Un.V. De agua dulce indio Monogenoidea. Principios de systematics, análisis de las faunas mundiales y su evolución. Revista india de Helminthology, 1976; 25/26: 1-241.
- Gusev Un.V. Gyrodactylus costatae sp.n. (Gyrodactylidae: Monogenoidea) De Lefua costata (Kessler) . Folia Parasitologica, 1976; 23(2): 186.
- Gusev Un.V. Monogenoidea De freswater peces. Principios de systematics, análisis de fauna mundial y su evolución. Parazitologicheskii Sbornik, 1978; 28: 96-198.
- Gusev A.V. Gyrodactylus incognitus sp.n. (Monogenoidea) De Noemacheilus strauchi de Asia Media. Folia Parasitologica, 1980; 27(1): 91-92.
- Aligadzhiev A.D.; Gusev A.V., y Kazieva sp n. Una especie nueva de monogeneans de gills de Rutilus rutilus caspicus. Parasitologiya, 1984; 18(5): 412-415.
- Gusev A.V. y Dzhalilov U.D. Una especie nueva de Dactylogyrus (Monogenea) de Varicorhinus. Parasitologiya, 1984; 18(6): 487-488.
- Krasyukova Z.V. y Gusev Un.V. Descripción de una especie nueva Gyrinocheilus monchadskii sp.n. (Cypriniformes, Gyrinocheilidae) y una especie nueva de su parásito el Monogenea Dactylogyrus lindbergi sp. n. (Dactylogyridea, Dactylogyridae). Trudy Zoologicheskogo Instituta Un SSSR, 1987; 162: 67-72.
- Gusev A.V., Jalali B. Y Molnar K. Especie nueva y sabida de Dactylogyrus Diesing,1850 (Monogenea, Dactylogyridae) de iraní de agua dulce cyprinid peces. Sistemático Parasitology, 1993; 25: 221-228.
- Gusev A.V., Ali N.M., Abdul-Ameer K.N., Amin S.M., y Molnar K. Especie nueva y sabida de Dactylogyrus Diesing, 1850 (Monogenea, Dactylogyridae) de cyprinid peces del Río Tigris, Iraq. Sistemático Parasitology, 1993; 25: 229-237.
- Gusev A.V. Seis especie nueva del genus Dactylogyrus (Monogenea: Dactylogyridae) de peces de agua dulce iraníes. Zoosystematica Rossica, 1993; 2(1): 29-35.

## Abreviatura (zoología)
La abreviatura Gussev  se emplea para indicar a Alexandr Vladimirovich Gussev como autoridad en la descripción y taxonomía en zoología.